# 特羅普貝格山
48°13′25″N 16°6′35″E / 48.22361°N 16.10972°E

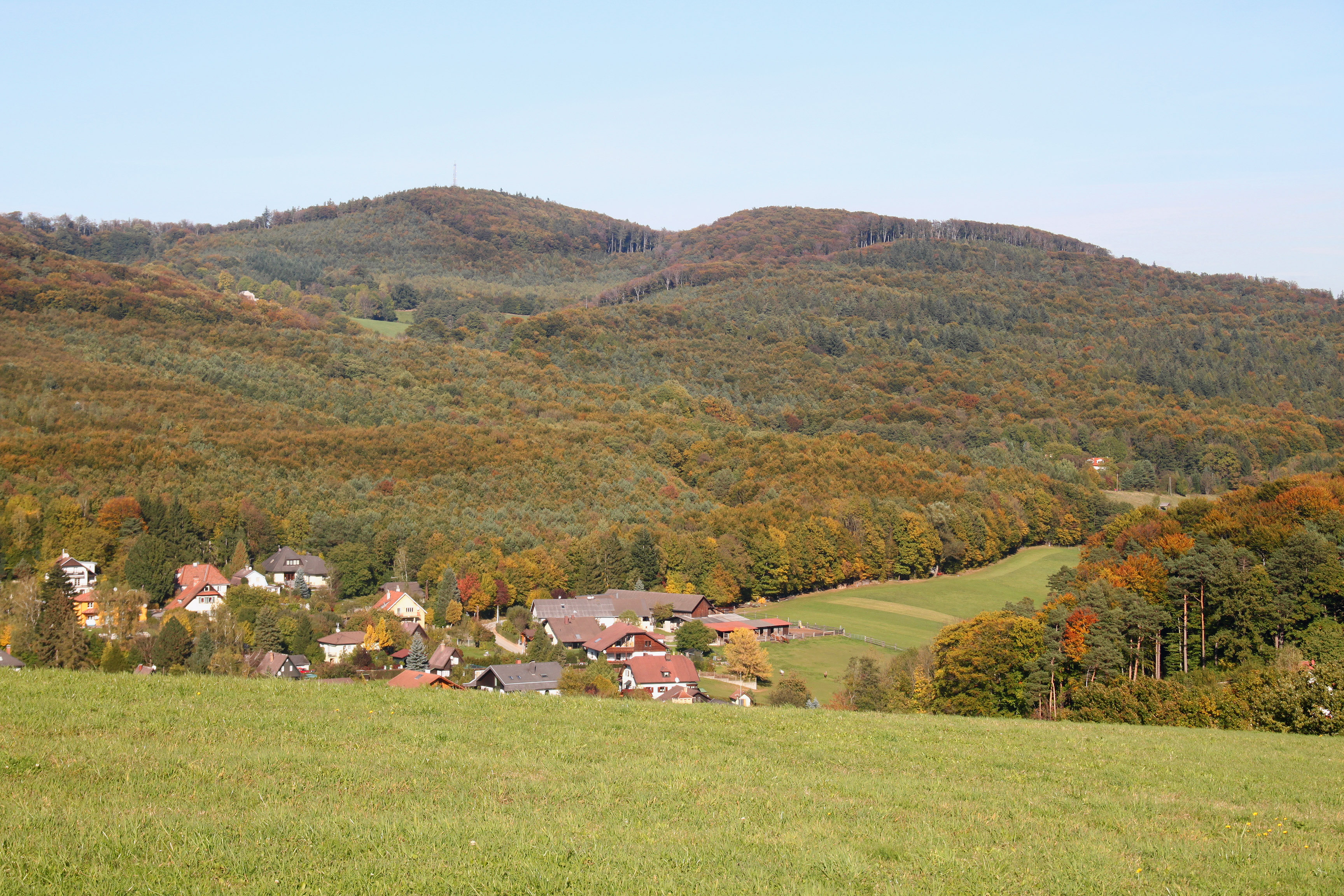

特羅普貝格山（德語：Troppberg），是奧地利的山峰，位於該國東北部，由下奧地利州負責管轄，屬於維也納林山的一部分，海拔高度542米，每年平均降雨量904毫米。